# Tommaso Buscetta

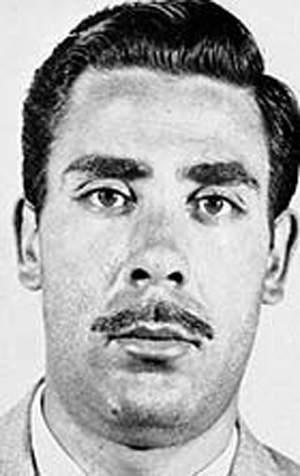
Tommaso Buscetta in den 1950er Jahren

Tommaso „Don Masino“ Buscetta (* 13. Juli 1928 in Palermo; † 2. April 2000 in Florida) war ein italienischer Mafioso und hochrangiges Mitglied der sizilianischen Cosa Nostra. Er wurde zum wichtigsten Kronzeugen in den Maxi-Prozessen der 1980er und 1990er Jahre.

## Leben

### Frühe Jahre
Tommaso Buscetta war ein Sohn eines Glasers und wuchs in einem verarmten Teil Palermos auf. Er entkam der Armut, indem er sich bereits in jungen Jahren an kriminellen Aktivitäten beteiligte. Im Alter von 17 Jahren heiratete er Melchiorra Cavallaro, mit der er zwei Söhne bekam. Mit 18 Jahren wurde er Mitglied der Mafia. Er gehörte der Mafia-Familie von Porta Nuova an, einer kleinen, doch wichtigen palermitanischen Familie. Später gab er an, er sei vom Respekt, den die Mitglieder der Mafia genossen, angezogen worden. Ein Mafioso habe immer nach den Vorsätzen eines wahren Ehrenmannes zu handeln; „alle Dinge, die ich innerhalb der Cosa Nostra kennenlernte, sind sehr schön – mit Ausnahme der Morde.“ Buscetta emigrierte 1949 nach Buenos Aires, wo er ohne großen Erfolg eine eigene Glasfabrik eröffnete. Im Jahre 1955 kehrte er nach Palermo zurück. Laut seinen eigenen Angaben traf er in jenem Jahr auch den amerikanischen Mafiaboss Joseph Bonanno, der in Palermo Urlaub machte und der sizilianischen Cosa Nostra bei einem Treffen im eleganten Hotel des Palmes den (erfolgreichen) Vorschlag machte, eine Kommission zu bilden: Diese sollte einen besseren Kontakt zwischen den diversen Familien herstellen und Streitigkeiten sowohl innerhalb der Familien als auch zwischen diesen schlichten.

### Erster Mafiakrieg
1962 begann der Erste Mafiakrieg, an dem auch Buscetta beteiligt war; seine Rolle ist jedoch unklar und es gibt nach wie vor verschiedene Versionen über die Ursachen des Krieges und die Rolle, die Buscetta hierbei spielte. Mutmaßlich war Buscetta einer der Hauptbeteiligten und beging im Laufe des Konfliktes auch einige Morde. Im Sommer 1963 tagte die Kommission und beschloss, sich angesichts des starken Drucks der polizeilichen Ermittlungen vorerst aufzulösen. Die Familien zerfielen und es gab Mitte der 1960er Jahre keine Mafiaverbrechen in Palermo mehr. Buscetta wechselte in dieser Zeit seine Position innerhalb der Cosa Nostra: War er zuvor ein Angehöriger des sogenannten Machtsyndikats gewesen und hatte auch versucht, eine führende Position in der Cosa Nostra zu erlangen, so wechselte er nun in das Unternehmungssyndikat und arbeitete nunmehr ausschließlich an seinem wirtschaftlichen Erfolg. Wie viele andere ging auch Buscetta aus Palermo fort und reiste in die Schweiz, nach Kanada und schließlich in die Vereinigten Staaten; später besuchte er auch Brasilien. Dort baute er ein Drogenhandel-Netzwerk auf.
Die ganze Zeit über hielt er jedoch Kontakt mit wichtigen Verbündeten, wie Antonio Salmone, Boss der Familie von San Giuseppe Jato, der wie er ebenfalls eine Zeitlang in Toronto verbrachte. Mit diesem blieb er auch bis zu seiner Verhaftung eng befreundet. In diesem Abschnitt seines Lebens heiratete er zunächst seine langjährige Geliebte Vera Girotti und nahm den Namen Paulo Roberto Felici an. Später heiratete er als Vierzigjähriger die Brasilianerin Cristina de Almeida Guimares. Durch diesen unsteten Lebenswandel blieb ihm der weitere Aufstieg in führende Ränge immer verwehrt, obwohl er ansonsten großen Respekt genoss und innerhalb der Cosa Nostra mit den ranghöchsten Bossen verkehrte. Während seiner Abwesenheit wurde er 1968 wegen Doppelmordes von einem italienischen Gericht verurteilt.
Am 2. November 1972 verhaftete ihn die brasilianische Polizei, klagte ihn aber nicht wegen internationalen Drogenschmuggels an, sondern schickte ihn zurück nach Italien, wo er zunächst bis zum 13. Februar 1980 im Gefängnis Ucciardone in Palermo einsaß. Gerade entlassen zog er nach Turin, wo er offiziell in einer Glaserei arbeitete, sich jedoch jede Nacht im örtlichen Gefängnis melden musste. Dennoch schaffte er es, regelmäßige Trips nach Palermo zu unternehmen. Nach seiner Entlassung wohnte er u. a. bei seinen guten Freunden Stefano Bontade und Salvatore Inzerillo, beides wichtige palermitanische Mafiabosse.
Besonders mit dem mächtigen Bontade war er eng befreundet; dieser wollte sogar erreichen, dass Buscetta von der Familie Porta Nuova zur Bontade-Familie Santa Maria di Gesù überwechselt. Buscettas Boss, Giuseppe „Pippo“ Calò, zu dem Buscetta ein eher loses Verhältnis hatte, verhinderte dies jedoch. Während seines Aufenthaltes bei Bontade und Inzerillo merkte er, dass diese blind waren für die Bedrohung, die von der wachsenden Macht der Corleoneser ausging. Beide interessierten sich ausschließlich für den Heroinhandel, der über die Pizza Connection lief und Teilen der Cosa Nostra einen immensen Wohlstand einbrachte.
Den Zweiten Mafiakrieg vorausahnend, ging Buscetta im Januar 1981 über Paraguay zurück nach Brasilien. Der erwartete Krieg begann am 23. April 1981, als Stefano Bontade am Abend seines 43. Geburtstages von einem Killerkommando um „Pino“ Greco ermordet wurde. Am 11. Mai 1981 wurde auch Salvatore Inzerillo getötet; auch hunderte ihrer Anhänger wurden in der Folge von den siegreichen Corleonesern ermordet, um die absolute Herrschaft über die Cosa Nostra zu erringen. Auch viele andere enge Freunde und Verwandte Buscettas fielen dem Krieg zum Opfer. Die Versuche unterlegener Bosse wie Gaetano Badalamenti, ihn zur Rückkehr nach Palermo zu überreden, um dort den Kampf gegen die Corleoneser zu organisieren, lehnte er als aussichtslos ab.

### Pentito
Ende 1983 wurde Buscetta in seinem brasilianischen Exil von der dortigen Polizei festgenommen. Im Gefängnis schluckte er Strychnin, überlebte seinen Selbstmordversuch aber. Im Juni 1984 besuchten ihn die beiden Richter Giovanni Falcone und Vincenzo Geraci, Buscetta schwieg jedoch. Erst nach seiner Auslieferung an Italien offenbarte er Giovanni Falcone: „Ich bin ein Mafioso“. Er wurde damit zum ersten bedeutenden Pentito und sagte als Kronzeuge in den drei Maxi-Prozessen gegen die Mafia aus. Seine Aussagen führten auch zur Überführung von Antonio Salvo und Ignazio Salvo und Vito Ciancimino. In der Folge wurde 1993 auch Totò Riina, der Anführer der Corleonesi, festgenommen. Buscetta erhielt für seine Geständnisse und die Aufklärung vieler Mafiaverbrechen vom italienischen Staat im Rahmen eines Zeugenschutzprogramms Straffreiheit; d. h. seine Strafe wurde auf drei Jahre begrenzt und er erhielt eine Rente auf Lebenszeit. Er erhielt eine neue Identität; durch mehrere Eingriffe der kosmetischen Chirurgie wurde sein Aussehen verändert und er lebte anschließend unter dem Schutz des US-amerikanischen Zeugenschutzprogramms in einer Kaserne in den USA.
Die Mafia tötete aus Vergeltung für den Bruch der so genannten Omertà, eines Teils des Ehrenkodexes der Mafia, vierzehn Verwandte Buscettas, darunter zwei Söhne und zwei Neffen.
In den 1990er Jahren beschuldigte er den Europaabgeordneten Salvatore Lima und den siebenmaligen Ministerpräsidenten Giulio Andreotti, Beziehungen zur Mafia unterhalten zu haben – Aussagen, die von seinen Gegnern bezweifelt wurden, da Buscetta mehrfach widersprüchliche Angaben über sein Leben als Verbrecher und Mörder gemacht hatte. Auch neigte er dazu, sein eigenes und das kriminelle Profil seiner Freunde wie Stefano Bontade herunterzuspielen. So stritt er Bontades Beteiligung am Drogenhandel ab bzw. schützte Unwissen darüber vor. Auch gab er zu, einige Morde für die Cosa Nostra ausgeführt zu haben, äußerte jedoch, sich nicht mehr an die Namen der Opfer erinnern zu können. Laut Buscetta sei schon Limas Vater ein Mitglied der „ehrenwerten Gesellschaft“ gewesen. Buscetta sagte weiterhin aus, die CIA habe über die mit dem US-Geheimdienst damals verbundene amerikanische La Cosa Nostra der Cosa Nostra aufgetragen, Enrico Mattei zu ermorden. Der Journalist Mauro De Mauro, der die Hintergründe der Ermordung Matteis erforschte, wurde 1970 auf Sizilien ermordet. Laut Gaspare Mutolo, einem weiteren bedeutenden Pentito und ehemaligen Drogenhändler, war die Cosa Nostra auch für den Mord an De Mauro verantwortlich. Die Einordnung Buscettas als Pentito/Reuiger ist umstritten, da das eigentliche Motiv für die Kooperation mit dem Staat der Wunsch nach Vergeltung an den Corleonesern war. Da dies auf andere Weise undurchführbar war, setzte er hierfür den Staat ein – ebenso wie viele andere Pentiti, die ihm nachfolgten. Buscetta selbst lehnte es ab, als Pentito bezeichnet zu werden.
Als zwei seiner Söhne, die eine Pizzeria in Palermo betrieben und keinerlei Verbindungen zur Mafia hatten, ermordet wurden, machte Buscetta die Corleoneser und Totò Riina dafür verantwortlich: „Der Schlag war so hart für mich, dass ich seitdem nicht mehr in der Lage war, zu lachen oder glücklich zu sein. Der Bastard, diese Hyäne (Riina), hat mir nicht einmal die Möglichkeit gelassen, ihre Leichen zu begraben. Er muss sie verbrannt oder in Säure aufgelöst haben.“ Auch dem Seniorboss der Corleoneser, Luciano Liggio, gab er eine Mitschuld: „Ich bin besser als er. Ich weiß, wo sein Sohn lebt, aber ich bin nicht hingegangen und habe ihn getötet, denn er hat mir nichts getan und vielleicht, wer weiß, wird aus ihm ein guter Mensch. Wenn ich die Möglichkeit hätte, würde ich ihn (Liggio) überall töten, sogar im Gericht. Wenn jemand mir eine Waffe gebracht hätte, hätte ich ihn vor den Augen des Richters getötet.“ Dem späteren Pentito Salvatore Cancemi, der gestand, persönlich die Morde auf Befehl Riinas ausgeführt zu haben, vergab er dagegen bei einem persönlichen Treffen.
In seinen letzten Lebensjahren zeigte sich Buscetta sehr pessimistisch, was die Erfolgsaussichten im Kampf gegen die Cosa Nostra betraf: Der Titel seines letzten Buches lautete La mafia ha vinto. Intervista con Tommaso Buscetta („Die Mafia hat gewonnen“). Buscetta starb im Jahre 2000 an Krebs.
2019 verfilmte der italienische Regisseur Marco Bellocchio seine Rolle als Kronzeuge in den Maxi-Prozessen unter dem Originaltitel Il traditore (Der Verräter).